# Меньков, Феликс Владимирович
Феликс Владимирович Меньков — российский морской офицер, контр-адмирал. Командовал ТАРКР «Петр Великий» проекта 11442. Командир Крымской военно-морской базы Черноморского флота РФ с 2021.

## Биография
Феликс Владимирович Меньков родился в семье с тремя поколениями военных моряков и вслед за отцом и дедом продолжил семейную традицию. В 1990 году поступил на штурманский факультет ВВМУ им. М. В. Фрунзе. В 1995 году окончил с отличием штурманский факультет и был направлен на Северный флот. Проходил службу в должности инженера электронавигационной группы БЧ-1 РКР «Маршал Устинов» проекта 1164. Вся дальнейшая корабельная служба Ф. В. Менькова, до поступления в Военно-морскую академию им Н. Г. Кузнецова в 2005 году проходила на этом крейсере в различных должностях. Убыл на обучение с должности старшего помощника командира корабля.
Участник главного военно-морского парада в честь 300-летия ВМФ в Санкт-Петербурге в 1996 году. Нёс боевые службы в Северной Атлантике в 2003 и 2004 годах. Участник приёма на борту президентов России и Польши в 2003 году в Балтийске.
После окончания ВМА им. Н. Г. Кузнецова капитан 2-го ранга Ф. В. Меньков в 2008 году был назначен командиром ТАРКР «Петр Великий» проекта 11442.
13 июля 2009 Президент Российской Федерации Дмитрий Анатольевич Медведев и министр обороны РФ Анатолий Сердюков в Сочи вручили государственные награды российским военным морякам за мужество, отвагу и самоотверженность, проявленные при исполнении воинского долга. Военнослужащие Военно-морского флота, выполнявшие задачи по обеспечению безопасности морского судоходства и противодействию пиратству в Индийском океане, награждены государственными наградами, в том числе орденом «За военные заслуги» — капитан 2-го ранга Меньков Феликс Владимирович, капитан 2-го ранга Собокарь Сергей Петрович.
Присвоено звание капитан 1-го ранга. С 30 марта до 12 сентября 2010 года тяжелый атомный ракетный крейсер «Петр Великий» был в дальнем переходе из Североморска во Владивосток через 3 океана: Атлантический, Индийский и Тихий, оставив за кормой более 31 тысячи миль. 167 суток корабль находился вдали от родных берегов. По прибытии принял участие в оперативно-стратегическом учении «Восток-2010».
Указом Президента Российской Федерации № 235 от 08 мая 2015 года Меньков Феликс Владимирович был назначен командиром 43-й дивизии ракетных кораблей Северного флота.
В 2019 году руководил в Баренцевом море традиционными учениями разнородных сил Северного флота под названием «Кумжа».
С 2021 года — командир Крымской военно-морской базы. Контр-адмирал.